# Стационе Валмоцола (Парма)
Стационе Валмоцола је насеље у Италији у округу Парма, региону Емилија-Ромања.
Према процени из 2011. у насељу је живело 58 становника. Насеље се налази на надморској висини од 576 м.